# てらさわホーク
てらさわホーク（1973年 - ）は、日本の映画ライター。アメコミ映画を中心に「映画秘宝」（洋泉社）などに執筆。

## 来歴
1973年9月8日生まれ。暁星国際高校、上智大学（文学部英文学科）卒業。「大学には夕方ぐらいに顔を出していた結果、1年留年した」と話している。
大学卒業後、都内の広告代理店に入社。自身のYouTube配信で、会社は業界内の「中堅ぐらい」であったと語る。
2000年頃から「映画秘宝」誌で執筆を開始。最初に寄稿したのは『X-メン』のレビューであったと語っている。
「映画秘宝」には20年近く執筆、他媒体にも活動の場を広げた。2021年初頭に「映画秘宝」から離脱。同じく雑誌を離れた高橋ヨシキ、柳下毅一郎とともに、YouTubeチャンネル「BLACKHOLE」の創立メンバーとなる。

## 人物
飼っている八割れのキジ白猫『ミミ』ちゃんをこよなく愛している。
注目の映画は、劇場まで走って駆けつける。
プロレスが好き。
体調不良で病院へ行くも二日酔いと診断され酒を数日控えたら回復した。
イベントや YouTube 配信でアーノルド・シュワルツェネッガー、アル・パチーノ、ショーン・コネリー、ハーヴェイ・カイテル、田中邦衛、大塚明夫、小池朝雄、土井たか子、田中眞紀子、西部邁ら俳優・声優・文化人のモノマネを披露する。 
なお上記モノマネに関して本人は「似ていない」「モノマネは上手くない」と認めており、「似ていないモノマネをあえて堂々とすることに価値がある」「モノマネの基本は名前を名乗ること」としている。 
その実践として、YouTubeチャンネル「BLACKHOLE」配信でてらさわ自身が担当するレギュラーコーナー「ニュース解説」では、ニュース内で扱われる人物の写真を見せながら「こんばんは、○○です」と名乗っている（〇〇には各人物の名前が入る）。その際、特に当該人物の声真似などはしていない。 
フランク・ザッパが好き。 
Blu-ray男爵を自称して多くの賛辞を受ける。
一人で深夜に映画を観に行く方が多くツマラナイ映画に当たってしまうと泣きながらトボトボと歩いて帰る。

## 著書

### 著作
- 『シュワルツェネッガー主義』洋泉社、2018年。ISBN 9784800315328。[2]
- 『マーベル映画究極批評 アベンジャーズはいかにして世界を征服したのか？』イースト・プレス、2019年。ISBN 978-4-7816-1772-5。

### 共著
- 『アメコミ映画40年戦記 いかにしてアメリカのヒーローは日本を制覇したか』洋泉社、2017年。ISBN 978-4800311085。
- 『映画のディストピア』洋泉社、2018年。ISBN 978-4-8003-1447-5。[3]
- 『ヨシキ×ホークのファッキン・ムービー・トーク！』イースト・プレス、2020年。ISBN 978-4781619040。

## 配信

### YouTube
- てらさわホーク - 個人チャンネル。飼い猫「ミミ」と隔月で配信を行なっている。
- BLACKHOLE[4] - 高橋ヨシキ、柳下毅一郎と共同のYoutubeチャンネル。
- ダブルダイナマイトのおしゃべり映画館 - 大山くまおとのユニット「ダブルダイナマイト」の配信番組。「シネマ野郎」内。